# Vivo (przedsiębiorstwo)
Vivo (chiń. 维沃移动通信有限公司) – chiński koncern, specjalizujący się w produkcji urządzeń i rozwiązań telekomunikacyjnych, a także informatycznych, założony w 2009 roku. Siedziba przedsiębiorstwa mieści się w Dongguan w prowincji Guangdong.
W 2020 roku firma wprowadziła swoje urządzenia na polski rynek.